# Роман Дмовски
Роман Станѝслав Дмовски (на полски: Roman Stanisław Dmowski) е полски политик, държавник, политически публицист, министър на външните работи, депутат от Законодателния сейм на Република Полша, както и II и III Дума. Съосновател на Народната демокрация, основен идеолог на полския национализъм. Полски деец за независимост, който се стреми към обединение на всички полски земи и възвръщане на автономията в рамките на Руската империя, а после извоюване на свободата на базата на съюз с Русия и Антантата, а в опозиция на централните държави (особено Германия). Свързан с неославизма. Полски делегат по време на Парижката конференция през 1919 г. и един от подписалите Версайския мирен договор. Върл политически опонент на Юзеф Пилсудски и неговите планове да разшири границите на Полша твърде далеч на изток от линия Кързън посредством създаването на федерална държава.

## Детство и младост
Роден е през 1864 г. в село Камьонек близо до Варшава (сега Прага-Юг, квартал на Варшава) в бедно шляхтишко семейство, герб Побуг. Баща му Валенти (1814 – 1884) е първоначално павьор, а после собственик на малка фирма за павета, както и наемател на езерата Скаришевско и Гоцлавско. Майка му Юзефа (с родово име Линарска) произхожда от Мазовше. Роман има двама братя, Юлиан и Вацлав, и две сестри, Мария и Ядвига. В ранните години от своя живот често боледувал. През 1875 г. започва училище във Варшавско училище. 17-годишен създава тайна училищна организация под името „Strażnica“ („Наблюдателница“), чието основно задание било съпротива срещу русификацията, която се изразявала в тайни лекции по полски език, история, география и полска литература. През септември 1886 г. Дмовски встъпва във Физико-математически факултет на Варшавския университет. Четири години по-късно завършва.

## Народна демокрация
През 1888 г. става член на младежката патриотична огранизация „Zet“. През декември 1889 г. е приет в „Полската лига“, която приема дейци както от родна земя, така и такива в емиграция. През 1890 г. започва сътрудничество със седмичника „Głos“ („Глас“), където се запознава с Ян Людвик Поплавски, с когото поддържа приятелски взаимоотношения до края на живота си. От ноември 1891 г. до август 1892 г. учи в Париж-. През април 1893 г. заедно с още няколко души извършва преврат в „Полската лига“ и създава „Национална лига“, като самият той застава начело на организацията. През август същата година, за организиране на манифестация по време на 100-годишнината от Конституцията от 3 май, Дмовски след 4-месечен арест във Варшавската цитадела, е изпратен извън границите на Кралство Полша, в Митава. През февруари 1895 г. бяга от там и се установява в Лвов, където поема редакцията на изданието „Przegląd Wszechpolski“ и е съорганизатор на Националдемократична партия. През 1896 г. на Конгрес на Централния съвет на Националната лига в Будапеща става част от Централния съвет на Националната лига. От 1897 г. е член-кореспондент на Дружеството на Полския национален музей в Раперсвил. През 1901 г. се връща в страната и заживява в Краков.
През 1903 г. издава книгата „Мисли на съвременния поляк“, която е – както той самият след години казва – „израз на националната вяра“. През 1905 г. се мести във Варшава.
По време на революционния период 1904 – 1906 г. се противопоставя на революционните антируски действия на полските социалисти. През май 1904 г. Дмовски пристига в Токио, за да убеди тамошното правителство, че полското въстание срещу руснаците (пропагандирано от Пилсудски) в Кралство Полша не би било добре за поляците, а на японците също няма да помогне. Освен това изтъква ползите от автономно Кралство, селско и градско самоуправление, както и полонизиране на училища и институции. Изтъква като основни политически цели автономията на Кралство Полша и възпирането на разпространението на революционно-социалистическото движение. В основни линии, негова е заслугата Националната демократическа партия да си извоюва доминиращата позиция в политическия живот на Кралство Полша. Представяйки Националната лига взима участие в конгреса на опозиционните партии и революционни организации, действащи в Русия, който се провежда в Париж през 1904 г. Приетата там резолюция говори за автономността на Кралство Полша и необходимостта от учредително събрание във Варшава.
През декември 1905 г. поема редакцията на „Gazeta Polska“. През февруари 1907 г. е избран за депутат в руската II Дума, в която е председател на полския кръг и написва книгата Германия, Русия и полския въпрос, в която представя политическото положение на Полша и нейните нашественици. Основните теми на книгата са следните: най-голямата опасност за Полша е Прусия и нейната германизираща политика, която би довела до пролетаризация на полския народ; подчертава, че за Прусия въпросът за съществуването на полска държава е въпрос „да бъдеш или да не бъдеш“ Прусия. Освен това на териториите превзети от Прусия е трябвало да се гледа като на люлка на полската държавност. В книгата си Дмовски посочва, че за Русия и Австрия полският въпрос е бил единствено локален проблем, докато за Германия – фундаментален въпрос, свързан с тяхната експанзия на изток. От тази гледна точка Дмовски смята, че Германия ще опонира на споразумение между поляци и хабсбурги и евентуалното усилване на полската позиция на територията на Австро-Унгария, а също така ще правят опити за сътрудничество с Русия срещу Полша. Дмовски представя схващането, че Русия прави възможно политическото съединение на полския народ, като едновременно подчертава, че „разрешаването на полския въпрос е в ръцете на Русия“.
Роман Дмовски, в съответствие с общополската програма, смята че полския въпрос трябва да се свързва с френско-руския съюз срещу Германия. Опасявайки се, че Русия все още не е сигурна между Берлин и Лондон, Дмовски се опитва да убеди Русия за своята и полската лоялност към Руската империя. Прави това като застава на страната на неославистичното движение, чиято основна цел е защита на славянските народи от експанзията на Германия и трансформирането на Австро-Унгария във федерация на славянските народи. С това си действие възнамерявал да пренесе диалога от ниво полско-руско на международно по време на Славянския конгрес в Прага, което би принудило руснаците да се отнасят към поляците като с равноправен съюзник. Обаче неговите усилия се сблъскват с почти нулев интерес от руска страна. В Полша голяма част от поляците били шокирани от неговите възгледи и проруско отношение, което кара около 20 % от членовете на Националната лига да напуснат, а много странични организации да прекъснат връзка с нея. Самите руснаци поискали съгласие Хелмския регион да бъде откъснат от Кралство Полша и присъединен към царството в замяна на минимално увеличаване на автономията. Така че и други действия на руското правителство ясно показват, че апелите на Дмовски остават без отговор. Отново е избран за III Дума през октомври 1907 г.
В резултат на серия от разколи през годините 1907 – 1911 Националната демократична партия изгубва влиянието си върху младото поколение, но въпреки това Дмовски решава да продължи линията на обединение с Русия. Отчасти му помага фактът, че голяма част от полското общество под руско владичество насочва своите емоции против украинците и евреите. Демократите имат успех в земите, превзети от Прусия, като основават своите структури в Познан през 1909 г., а през 1911 г. – на Поможе. Мястото, където търпят неуспех е Галиция, където губят от консервативната партия и организацията на Винценти Витос.
По това време Дмовски и други членове на неговата организация декларират, че евреите пречат на полските и руските интереси, което води до загубата му по време на варшавските избори за IV Дума през 1912 г. Повод за загубата е масовата подкрепа на многобройната еврейска общност на Варшава, която подкрепя Ягело, тогава малко познатия кандидат на Полската социалистическа партия – Левица. В отговор Дмовски настоява за икономически бойкот срещу еврейските фирми и предприятия.
От 15 до 19 септември 1912 г. Дмовски, заедно с лидерите на полските фракции в парламента на страните нашественици Владислав Сейда и Станислав Гломбински, взима участие в таен конгрес в местността Пеняки близо до Лвов. Взето е решение, че в надвисналата война поляците от всички превзети територии на Полша ще подкрепят страните, които са срещу Германия.
През 1913 г. изнася лекции на конгресите на Централния съвет на Националната лига в Берлин, година по-късно във Виена, където говори за това какво би било за Полша победата на германските страни, а също така и за същността на евентуалното съединение на поделените части. Връща се във Варшава през юни 1913 г. Тогава написва книгата „Упадъкът на консервативната мисъл в Полша“.
Макар че Народната демокрация не може открито да разгласява проруските идеи на Дмовски в Галиция, те използват връзката на украинските националисти с немците, за да предупредят за пронемската политика на Хабсбургите и да представят украинците като врагове на Полша.

## Първа световна война
Половин година преди избухването на войната Дмовски се занимава активно с политическа дейност, чиято цел е да подготви националното движение за предстоящия конфликт.
Много добре приема декларацията подписана на 8 август 1914 г., отнасяща се за солидарността на полския народ с Русия и нейната битка срещу Германия.
От избухването на Първата световна война последователно работи за краха на Германия. Създава Национален полски комитет във Варшава.
След превземането на Варшава от немците заминава за Петербург, където участва в полско-руските комисии, които трябвало да установят принципите на бъдещата автономия на Кралство Полша. През 1915 г. започва действия в защита на Полша и в западните столици на Антантата. Пътува също до Рим и Лозана. През 1916 г. връчва меморандум в ръцете на руския посланик в Париж, в който за пръв път споменава за свободата на Полша като реален политически план, но остава негативно приет от руската страна.
На 11 август 1916 г. получава званието доктор хонорис кауза от Кеймбриджкия университет за цикъл от лекции.
През юли 1917 г. изпраща на водещите представители на политическия свят на западните страни меморандум „Проблемите на Централна и Източна Европа“, в който формулира териториалната програма на бъдещата независима Полша. През 1917 г. става председател на създадения от самия него Национален полски комитет в Лозана, признат от западните държави за официален представител на полския народ, чиято задача е възраждане на полската държава, както и оказване на защита върху поляците пребиваващи на територията на западните държави.
От неговата инициатива във Франция е организирана 100-хилядната Синя армия, която след транспортирането до Полша, заедно с цялото си снаряжение, става основа за възраждащата се полска войска в труден период на борба за границите.

## Парижка конференция и Версайски договор
В началото на 1919 г. Роман Дмовски става пълноправен полски делегат на мирната конференция в Париж. На 29 януари изнася петчасово експозе свързано с полските изисквания (като превежда сам на английски и френски, тъй като не вярвал на преводачите, които по-рано не превели точно неговите думи). Според някои коментатори, впечатлил своите слушатели с познания по темата, с умението да прави логически връзки и да импровизира. 
По време на конференцията действията на Дмовски, успоредно с военните действия в страната, изиграват ключова роля при оформянето на границите на Полша. След като Игнаци Падеревски пристига в Париж, който като премиер заема главна роля в дискусиите, Дмовски временно минава на втори план, като за известно време действа в комисията, която засяга Обществото на народите.
На 28 юни 1919 г. Дмовски и Падеревски подписват Версайския договор, който формално връща Полша на картата на Европа. На 10 септември Дмовски подписва също така Сенжерменския договор.

## Втора полска република
След като Полша си възвръща свободата през 1919 г. Дмовски е избран за депутат в Законодателния сейм от Związek Ludowo-Narodowy. Заради тежка пневмония пребивава известно време в Алжир, където се лекува. Връща се в Полша едва през май 1920 г. По време на съветската инвазия е член на Държавния съвет по отбраната. През август 1920 г. се мести в Познан, а две години по-късно купува дял в селцето Хлудово, близо до Познан, където живее до 1934 г. От 27 октомври до 14 декември 1923 г. е министър на външните работи в кабинета на Винценти Витос. Това е единствената длъжност в правителството в неговата политическа кариера.
През 1921 г. става патрон на Студентската организация на Познанския университет Baltia, а година по-късно и почетен председател на Związek Akademicki Młodzież Wszechpolska. На 10 юни 1923 г. получава званието доктор хонорис кауза от Познанския университет в областта на философията. В този период се занимава активно с публицистична дейност.
В отговор на Майския преврат решава да засили усилията си в посока обединяване на националните и католически движения. През декември 1926 г. основава Лагер на Велика Полша (Obóz Wielkiej Polski), в който става председател на съвета, а след това през 1928 г. – Народната партия (Stronnictwo Narodowe). Междувременно написва няколко книги: „Църква, народ и държава“, „Следвоенният свят и Полша“, „Наследство“, „Преврат“. През 1927 г. получава литературната награда на името на Ян Каспрович.
От 1929 г., в продължение на две години, личен секретар на Дмовски е Ян Худжик.
След забраната на правителството на Полското оздравяване (Санация), Лагерът на Велика Полша засилва своята дейност. Играе решаваща роля в организационните и кадрови промени на Народната партия през годините 1934 – 1935.
През 1934 г. Дмовски продава имота си в близост до Познан и се мести във Варшава.
Имал намерението да напише голяма творба, която да обобщава културния опит на европейските народи, но в крайна сметка излизат единствено фрагменти.
След като през 1937 г. прекарва инсулт заживява при свои приятели в село Дроздово. През 1938 г. отново претърпява мозъчен удар, частична парализа и втора пневмония. Умира в нощта на 1 срещу 2 януари 1939 г. в Дроздово.
Погребан е в семейна гробница на Бродновското гробище във Варшава.

## Възгледите на Роман Дмовски
Дмовски е политически публицист и създател на основите на националната идеология в Полша. Радва се на голям авторитет сред по-голямата част от обществото. Едни от най-известните му публикации са: „Мисли на съвременния поляк“ (1903), „Германия, Русия и полския въпрос“ (1908), „Полската политика и възраждане на държавата“ (1925), „Преврат“ (1934). В тях представя собствената си визия за патриотизма, основан на националните интереси и политическия реализъм. Смята че поляците, така както и останалите народи, трябва да изиграят своята цивилизационна мисия. Осъжда полските недостатъци като пасивност, мързел, неумение за колективна работа и недисциплинираност.
В първите години от своята дейност критикува християнството, чиито морални норми смята, че си противоречат с основите и потребностите на „здравия, национален егоизъм“, по-склонен е да подчини интересите на държавата или народа по примера на протестантството в немска или английска версия. По-късно, в публикацията „Църква, народ и държава“ (1928) сменя възгледите си и подчертава важната роля, която има за полския народ католическата вяра и Църквата. От неговите публикации произлиза идеята за Полша като „великата католическа държава на полския народ“.
Дмовски не прикрива също така симпатиите си към фашисткото движение. Със създаването на Лагера на Велика Полша се опитва да подражава на италианския фашизъм.
Дмовски е против феминизма, тъй като смята, че равните права за жените са във вреда на националното движение.

## Ордени, отличия и научни звания
- Голяма лента на Ордена на възродена Полша (2 май 1923 г.)
- Голяма лента на Ордена „Звездата на Румъния“ (Румъния)
- Голяма лента на Ордена „Орание-Насау“ (Холандия)
- Доктор хонорис кауза от Кеймбриджкия университет (1916)
- Доктор хонорис кауза от Познанския университет (1923)

## След 1989 г.
Всички негови творби са спрени от цензурата в Полша и са изтеглени веднага от библиотеките. След падането на комунизма в Полша постепенно започват да оценяват заслугите на Дмовски, като на негово име са кръстени кръстовища в Замошч и Жельона Гура, мост във Вроцлав, издигнат е негов паметник във Варшава, а също така и други места на територията на цяла Полша носят неговото име.
За заслугите му в името на свободата, както и за приноса му в развитието на полското национално съзнание, на 8 януари 1999 г., на 60-годишнината от смъртта му, е почетен от Сейма на Полша като Велик държавник (Mąż stanu) със специална резолюция.
На 25 юли 2014 г. Сеймът отново почита Дмовски със специална резолюция, която е свързана със 150-годишнината от рождението му и 75-годишнината от неговата смърт.
|  | Тази страница частично или изцяло представлява превод на страницата Roman Dmowski в Уикипедия на полски. Оригиналният текст, както и този превод, са защитени от Лиценза „Криейтив Комънс – Признание – Споделяне на споделеното“, а за съдържание, създадено преди юни 2009 година – от Лиценза за свободна документация на ГНУ. Прегледайте историята на редакциите на оригиналната страница, както и на преводната страница, за да видите списъка на съавторите. ВАЖНО: Този шаблон се отнася единствено до авторските права върху съдържанието на статията. Добавянето му не отменя изискването да се посочват конкретни източници на твърденията, които да бъдат благонадеждни. |